# Willie White
Willie White (Lebensdaten unbekannt) war ein schottischer Fußballspieler.

## Karriere
Willie White spielte in seiner Fußballkarriere für die Glasgow Rangers. Sein Debüt gab er am 3. September 1887 bei einem 4:1-Sieg gegen den FC Battlefield in der 1. Runde des Scottish FA Cup 1887/88. Ab 1890 spielten die Rangers in der neu gegründeten Scottish Football League. In der Saison 1890/91 absolvierte White zwei Ligaspiele. Die Saison schloss das Team als Schottischer Meister ab.

## Erfolge
mit den Glasgow Rangers
- Schottischer Meister (1): 1891